# Massimo Bordi
Massimo Bordi (Bevagna, 9 maggio 1948) è un dirigente d'azienda e ingegnere italiano.
La sua fama è legata all'attività di progettista per la casa motociclistica italiana Ducati, per la quale ha sviluppato il motore Desmoquattro assieme a Pierluigi Mengoli. Per Claudio Domenicali, amministratore delegato di Ducati, Bordi è stato «l'uomo più importante della storia di Ducati. È stato grazie al suo lavoro se Ducati negli anni '90 si trasformò in impresa di alta tecnologia capace di competere con i principali costruttori».

## Biografia

Virginio Ferrari al Mugello nel 1986 per testare il prototipo Ducati 748 IE, spinto dal motore Desmoquattro progettato da Bordi.

Si laurea in ingegneria meccanica all'Università di Bologna, discutendo come tesi di laurea un progetto di testata a quattro valvole con comando desmodromico e camera di scoppio Cosworth, adottata sul motore Ford per l'impiego in Formula 1. Inizia la sua attività professionale insegnando ed entrando a lavorare alle Acciaierie di Terni.
Nel 1978 è assunto alla Ducati con il compito di occuparsi della ricerca e sviluppo sui motori Diesel industriali. Nel 1980 gli viene affidata la direzione tecnica del settore moto e del comparto motori Diesel.
A seguire assume il ruolo di direttore tecnico e quindi diviene direttore generale, sia del marchio Ducati sia di quello Cagiva dei fratelli Claudio e Gianfranco Castiglioni, che nel 1985 erano diventati i nuovi azionisti di riferimento dell'azienda bolognese. Sotto la sua guida, e dallo sviluppo della sua tesi di laurea, nasce il motore Ducati Desmoquattro che l'anno seguente viene montato per la prima volta sul prototipo 748 IE, approntato per la partecipazione al Bol d'Or; su questa base seguiranno poi le famiglie Ducati 851 e Ducati 916, modelli che a cavallo degli anni 80 e 90, nelle loro successive derivazioni da gara, saranno fondamentali per il rilancio del reparto corse di Borgo Panigale nelle competizioni Superbike.
Nei primi anni 90 Bordi si occupa della progettazione della Ducati Supermono, costruita per competere nell'omonimo campionato monocilindrico caratterizzato da poche regole, e soprattutto del Ducati Monster, considerato, grazie al suo successo, il simbolo del ritorno in auge delle moto naked.

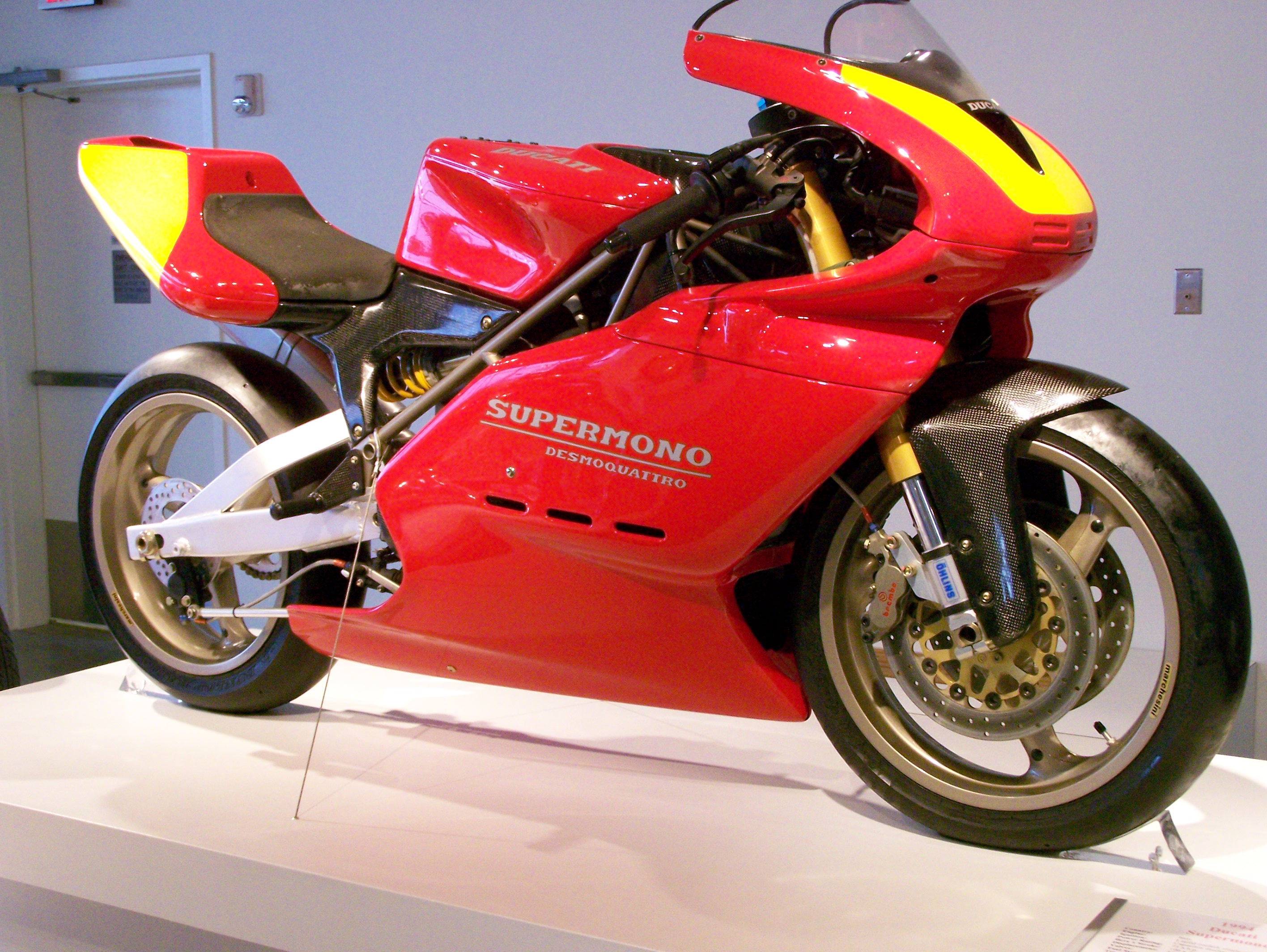
La Ducati Supermono del 1993, progettata da Bordi assieme a un giovane Claudio Domenicali.

Nel dicembre 2000 si dimette da direttore generale della Ducati per divergenze con la nuova proprietà, il fondo statunitense Texas Pacific Group. L'ultimo motore prodotto a Borgo Panigale sotto la sua direzione è il Ducati Testastretta, evoluzione del Desmoquattro, il cui nome deriva dal ridotto angolo tra le valvole.
Nel 2001 entra come chief executive officer alla SAME Deutz-Fahr, uno dei maggiori costruttori di trattori agricoli. Nel 2010 viene richiamato da Claudio Castiglioni a gestire il rilancio del marchio MV Agusta, che l'imprenditore italiano aveva nel frattempo acquisito da Harley-Davidson, diventandone vicepresidente operativo. Nel 2013 il suo contratto non viene rinnovato e la presidenza passa a Giovanni Castiglioni, figlio di Claudio.
Nel giugno del 2015 entra alla Maschio Gaspardo, società multinazionale che si occupa della produzione di attrezzature agricole per la lavorazione del terreno, assumendo il ruolo di amministratore delegato e occupandosi del risanamento dell'azienda; conclude il suo mandato nel luglio del 2018.